# Strocki
Strocki (Krocią, Krociusz, Kruki, Naza, Strocia, Strocyusz, Strossi, Strozzi, Strozik, Trzy Księżyce) – polski herb szlachecki, pochodzenia włoskiego.

## Opis herbu
Herb Strocki występował w kilku wariantach. Na bazie herbu Strocki, utworzono herb Krociusz (Nowakowski, Trzy Księżyce).
Księga Herbowa Rodów Polskich J.Ostrowskiego opisuje herb następująco:
- Strocki I (Strocia, Krocią, Kruki, Naza, Trecki, Strossi): W polu trzy półksiężyce rogami do góry: 2 i 1.

Porównaj z Trecki, nazwiskiem nadanem Krzysztofowi Trecyuszowi czyli Tretce w 1580 przez Stefana, króla polskiego u Piekosińskicgo i z Krocyuszem i Stroceuszem w pamiętniku sandomierskim. Herb nadany przez króla Stefana wyobrażał trzy księżyce w słup, górny i dolny rogami do góry, średni rogami na dół.
- Strocki II (Krociusz): W polu błękitnym trzy półksiężyce złote w pas, rogami w prawo. Nad hełmem korona. Osobny artykuł: Krociusz.

- Strocki III: W polu złotym, na pasie czerwonym trzy półksiężyce srebrne w pas, rogami w prawo. Klejnot: sokół.

- Strocki IV: W polu złotym, na pasie czerwonym trzy półksiężyce srebrne w pas, rogami do góry.

Józef Szymański spekuluje, że oryginalny herb zatwierdzony w Polsce Strozzim mógł mieć trzy półksiężyce rogami do góry, w słup.

## Najwcześniejsze wzmianki
Herb pochodzi bezpośrednio od włoskiego herbu rodziny Strozzi, którego początki mają według legend sięgać 313 roku. Współcześnie herb ten jest na Zachodzie rekonstruowany podobnie do Strockiego III, ale z jednym półksiężycem i klejnotem - pięcioma piórami strusimi; dwoma złotymi między trzema czerwonymi
W polsce herb pojawił się za sprawą nobilitacji (indygenatu) dla Annibale i Nicolo Strozzich od Zygmunta Starego, dokładna data nie jest znana. Nobilitowani przybyli z Florencji z królową Boną i dali początek rodzinie osiadłej w XVI i XVII stuleciu w województwie ruskim.
Rekonstrukcja nazwana Strocki I została przez Ostrowskiego wykonana na podstawie niejasnych przesłanek pochodzących od Niesieckiego, Piekosińskiego, Borkowskiego, Żernickiego i z Pamiętników sandomierskich. Strocki II przytoczył Ostrowski za Chrząńskim, zamieniając jednak tynkturę księżyców na złotą. Strocki III pochodzi z herbarza Rietstapa. Strocki IV to wariant według ustnego opisu księcia Strozzi, żonatego z Branicką i Teatro Araldico przez Tettoni i Saladini. 
Ostrowski podkreśla trudność w ustaleniu właściwego wyglądu herbu zwracając uwagę na jego podobieństwo do innych, bliskich Strockiemu czasem pierwszego pojawienia się, nazwą, jak i wyglądem, takich jak np. Trecki.

## Herbowni
rodzina Strozzi
Tadeusz Gajl wymienia następujące nazwiska herbownych:
Strocki I, III i IV: Strocki.
Strocki II: Krocki, Nowakowski, Strocki, Strozzi.